# کمبریج
کمبریج، (به انگلیسی: Cambridge) شهری دانشگاهی و مرکز اداری استان کمبریج‌شایر در انگلستان است. این شهر در ناحیه انگلیای شرقی (به انگلیسی: East Anglia) و در کناره رود کم و در حدود ۸۰ کیلومتری شمال لندن واقع شده است. بر پایه سرشماری سال ۲۰۱۸ جمعیت کمبریج بالغ بر ۱۲۵٬۷۵۸ نفر شامل ۳۰۰۰۰ نفر دانشجو می‌شود. کمبریج پس از پیتربورو دومین شهر پرجمعیت استان کمبریج‌شایر و پنجاه و چهارمین شهر بزرگ بریتانیا به حساب می‌آید.

## تاریخچه
شواهد باستان‌شناسی مبنی بر زیست انسان‌ها در عصر برنز و دوران رومیان در این ناحیه موجود است. در زمان وایکینگ‌ها این شهر به یکی از مراکز مهم تجاری مبدل گشت. قوانین شهرداری از سده ۱۲ میلادی در کمبریج حاکم بوده گرچه تا سال ۱۹۵۱ میلادی عنوان شهر به آن اعطا نشده بود. کمبریج شهرت خود را بیشتر به واسطه دانشگاه کمبریج کسب کرده است که در سال ۱۲۰۹ تأسیس و همواره یکی از پنج دانشگاه برتر دنیا بوده است. از دیدنی‌ها و مکان‌های مشهور این شهر می‌توان آزمایشگاه کاوندیش، عبادتگاه کینگز کالج و کتابخانه مرکزی دانشگاه که همه جزئی از دانشگاه هستند را نام برد.

## دموگرافی
بافت جمعیت در کمبریج به‌طور قابل ملاحظه‌ای در ایام و ترم دانشگاه تغییر می‌کند، بنابراین سنجش آن می‌تواند مشکل باشد.
در سرشماری سال ۲۰۰۱ که در طول دوره تحصیلی برگزار شد، ۸۹٫۴۴ درصد از ساکنان کمبریج خود را سفیدپوست معرفی کردند، در مقایسه با میانگین ملی که ۹۲٫۱۲ درصد است. در بین جمعیت دانشگاه، ۸۴ درصد از دانشجویان مقطع کارشناسی و ۸۰ درصد از فارغ التحصیلان به عنوان سفیدپوست (شامل دانشجویان داخلی و خارجی) شناخته شدند.

### تاریخچه جمعیت
| سال  | جمعیت  | جمعیت |      | سال     | جمعیت  | جمعیت |
| ۱۷۴۹ | ۶٬۱۳۱  | 6131  | ۱۹۰۱ | ۳۸٬۳۷۹  | 38379  |       |
| ⋮    | ⋮      | ⋮     | ۱۹۱۱ | ۴۰٬۰۲۷  | 40027  |       |
| ۱۸۰۱ | ۱۰٬۰۸۷ | 10087 | ۱۹۲۱ | ۵۹٬۲۱۲  | 59212  |       |
| ۱۸۱۱ | ۱۱٬۱۰۸ | 11108 | ۱۹۳۱ | ۶۶٬۷۸۹  | 66789  |       |
| ۱۸۲۱ | ۱۴٬۱۴۲ | 14142 | ۱۹۵۱ | ۸۱٬۵۰۰  | 81500  |       |
| ۱۸۳۱ | ۲۰٬۹۱۷ | 20917 | ۱۹۶۱ | ۹۵٬۵۲۷  | 95527  |       |
| ۱۸۴۱ | ۲۴٬۴۵۳ | 24453 | ۱۹۷۱ | ۹۹٬۱۶۸  | 99168  |       |
| ۱۸۵۱ | ۲۷٬۸۱۵ | 27815 | ۱۹۸۱ | ۸۷٬۲۰۹  | 87209  |       |
| ۱۸۶۱ | ۲۶٬۳۶۱ | 26361 | ۱۹۹۱ | ۱۰۷٬۴۹۶ | 107496 |       |
| ۱۸۷۱ | ۳۰٬۰۷۸ | 30078 | ۲۰۰۱ | ۱۰۸٬۸۶۳ | 108863 |       |
| ۱۸۹۱ | ۳۶٬۹۸۳ | 36983 | ۲۰۱۱ | ۱۲۳٬۹۰۰ | 123900 |       |

سرشماری محلی ۱۷۴۹
سرشماری: ناحیه منطقه‌ای ۱۸۰۱–۱۹۰۱
بخش مدنی ۱۹۱۱–۱۹۶۱
ناحیه ۱۹۷۱–۲۰۱۱